# Stilla natt (album av Tommy Körberg)
Stilla natt är ett julalbum av Tommy Körberg som kom ut år 2000.

## Låtlista
1. Stilla natt (Stille Nacht, heilige Nacht)
2. Nu tändas tusen juleljus
3. O helga natt (Cantique de noël)
4. En stjärna lyser så klar (En stjerne skinner i natt)
5. Mitt hjerte alltid vanker
6. Det är en ros utsprungen (Es ist ein Ros Entsprungen)
7. Mary's Boy Child
8. Jul, jul, strålande jul
9. Det strålar en stjärna (När det lider mot jul)
10. Deilig er jorden

## Listplaceringar
| Lista (2000-2001) | Topplacering |
| ----------------- | ------------ |
| Norge             | 4            |
| Sverige           | 23           |